# University wits

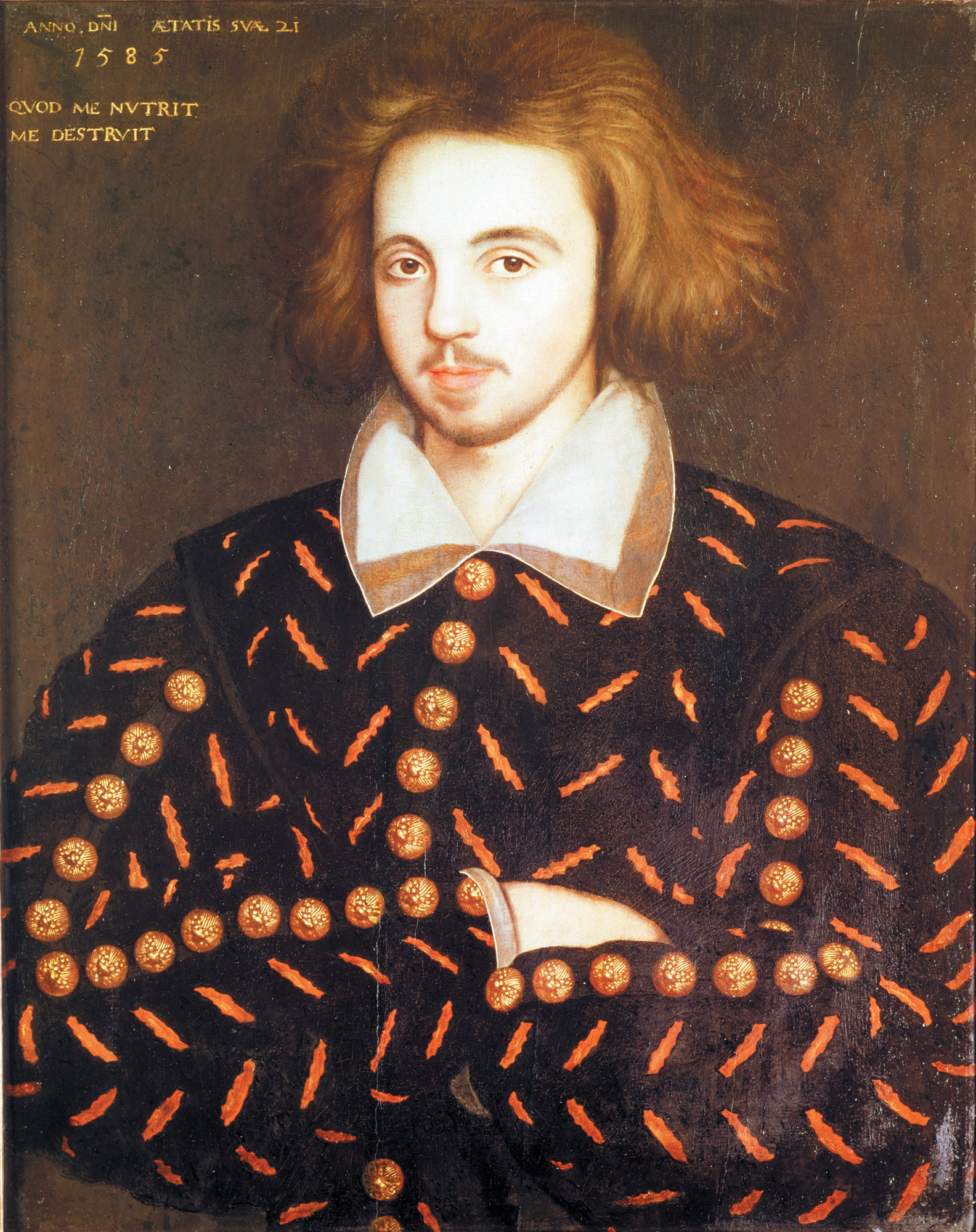
Christopher Marlowe

University wits – grupa pisarzy angielskich przełomu XVI i XVII wieku. Większość z nich to dramaturgowie działający w Londynie, których wiązała erudycja i związki ze środowiskami akademickimi Oksfordu i Cambridge. Do pisarzy tych należeli m.in. Christopher Marlowe, Robert Greene, Thomas Kyd, Thomas Nashe, Thomas Lodge, George Peele i John Lyly. Spotykali się oni w Mermaid Tavern przy londyńskiej ulicy Cheapside.
William Szekspir, który sam nie miał wykształcenia akademickiego, w sztuce Stracone zachody miłości umieścił wiele nieprzychylnych aluzji wobec pisarzy tej grupy.